# Улмска кампания
Улмската кампания е поредица от военни маневри и битки, състояли се през 1805 г., по време на Войната на Третата коалиция, между войските на Първата френска империя и Бавария от една страна и Австрийската империя, от друга. Целта на кампанията е да се обходят и пленят австрийските сили. Френската Велика армия, водена от Наполеон Бонапарт и състояща се от 210 000 войници, е организирана в седем корпуса, които трябва да нанесат поражение на австрийците, преди пристигането на руските подкрепления. С помощта на бърз марш, Наполеон провежда голям обходен маньовър и на 20 октомври пленява 23 000-та австрийска армия на генерал Мак край Улм, увеличавайки общия брой на пленените австрийски войници до 60 000. Като цяло, кампанията е считана за стратегически шедьовър и оказва влияние при разработването на плана „Шлифен“ в края на XIX век.
Победата при Улм не слага край на войната, тъй като голяма руска армия, под командването от Михаил Кутузов, все още се намира край Виена. Руснаците се оттеглят на североизток, за да изчакат подкрепления и да се съединят с оцелелите австрийски части. Французите ги последват и превземат Виена на 12 ноември. На 2 декември, убедителната френска победа при Аустерлиц трайно отстранява Австрия от войната. В края на декември, последвалият Пресбургски мирен договор слага край на Войната на Третата коалиция и оставя Наполеонова Франция като водеща сила в Централна Европа, което през следващата година довежда до война срещу Прусия и Русия (т.нар. Война на Четвъртата коалиция).

## Предходни събития
Преди битката при Аустерлиц, от 1792 г. Европа е въвлечена във френските Революционни войни. След петгодишни сражения, през 1797 г. Франция разбива Първата коалиция. На следващата година е образувана Втората коалиция, но и тя е победена – през 1801 г. Обединеното кралство остава единствения противник на Френския консулат.

### Договорът от Амиен
През март 1802 г. Франция и Великобритания решават да прекратят военните действия помежду си с Амиенския договор. За първи път от десет години, в Европа настъпва мир. Между двете страни обаче има прекалено много проблеми и осъществяването на споразуменията, постигнати в Амиен, изглежда сериозно предизвикателство. Великобритания се чувства засегната от това, че трябва да се откаже от почти всичките си териториални придобивки след 1793 г. (получава само Тринидад и Цейлон), а Франция е разгневена от това, че британската армия не се изтегля от о. Малта след превземането му. Деликатната ситуация се влошава още повече, след като Наполеон изпраща голяма експедиционна армия, за да потуши Хаитянската революция. От друга страна, Наполеон има сведения, че английските посланици в Германия не само се опитват да настроят срещу него правителствата, при които са акредитирани, но и се опитват с всички възможни средства да завържат интриги във вътрешността на Франция с недоволните от управлението. През май 1803 г. Великобритания обявява война на Франция.

### Третата коалиция
През декември 1804 г., англо-шведско споразумение води до създаването на Третата коалиция. Британският министър-председател Уилям Пит-младши прекарва 1804 и 1805 г. в серия от дипломатически преговори, чиято цел е сформирането на нова антифренска коалиция. Взаимното недоверие между англичани и руснаци значително се разсейва след няколко френски политически грешки, в резултат на което двете страни сключват съюз през април 1805 г. Победена два пъти от Франция и силно желаеща отмъщение, след няколко месеца Австрия също се включва в коалицията. До началото на войната, в състава на съюза влизат Великобритания, Австрия, Русия, Швеция, Португалия и Неаполитанското кралство (Кралицата на Неапол – Мария Каролина, сестра на екзекутираната Мария Антоанета, не крие неприязънта си към Франция и Бонапарт – дори споделя пред френския представител Алкие, че иска кралството ѝ да стане „кибритената клечка за големия пожар“.) Прусия запазва неутралитет. Испания и южногерманските държави остават свързани с Франция. Целта на коалицията е да ликвидира френската хегемония в Европа.

### Великата армия
Още преди образуването на Третата коалиция, Наполеон създава т.нар. „Английска армия“, която има за цел да нахлуе на Британските острови. Армията е разположена в шест лагера край Булон-сюр-Мер в Северна Франция. Въпреки че войските никога не стъпват на британска земя, те получават щателна и неоценима подготовка за всякакви възможни военни операции. Сред войниците нерядко настъпва отегчение, но Наполеон често ги посещава и организира пищни паради, за да повдигне духа им.
Войските в Булон образуват ядрото на това, което по-късно Наполеон ще нарече „La Grande Armée“ (Великата армия). В началото, тя се състои от около 200 000 души, организирани в седем корпуса – полеви формирования, всяко с 36 – 40 оръдия и в състояние да води отделни военни действия, до пристигането на другите корпуси. Начело на тази армия, Наполеон сформира и кавалерия от 22 000 души, разпределени в две кирасирски, четири драгунски дивизии и две дивизии от лека кавалерия, всички подкрепени от 24 оръдия. До 1805 г. Великата армия се разраства до 350 000 души, добре екипирани и обучени, водени от подготвен офицерски състав. Малко преди началото на военните действия на континента, именно в Булонския лагер Наполеон изрича знаменитата си фраза „Ако до 15 дни не съм в Лондон, то ще съм във Виена до средата на ноември“. На 27 август той извиква главния си интендант Дарю и му предава заповедите си за новата война срещу Австрия и Русия.
Ерцхерцог Карл, братът на австрийския император, започва реформи в австрийската армия през 1801 г. с премахването на влиянието на Придворния съвет – военно-политически съвет, отговарящ за решенията, свързани с австрийските въоръжени сили. Ерцхерцогът е най-добрият военачалник на Австрия, но е непопулярен в кралския двор и губи голяма част от влиянието си, когато Австрия обявява война на Франция, въпреки съветите му. Карл Мак е назначен за новия главнокомандващ на австрийската армия и извършва реформи в пехотата в навечерието на войната, според които един полк се състои от четири батальона по четири роти вместо предишните три батальона по шест роти. Внезапната промяна не е съпътствана от необходимата подготовка за офицерския състав и в резултат на това новите формирования не са ръководени достатъчно добре. Австрийската кавалерия е считана дотогава за най-добрата в Европа, но прикрепянето на множество кавалерийски подразделения към различни пехотни части я лишава от ударната сила, която притежава концентрираната френска кавалерия.
Въпреки че Третата коалиция е постигнала принципно съгласие още през 1804 г., реални военни действия започват едва година и половина по-късно. Като причина за това се изтъква желанието на съюзниците да се подготвят достатъчно добре, за да си осигурят максимален шанс за победа. Австрийската армия е снабдена несравнимо по-добре от друг път, като на силите на Мак, предназначени за първия сблъсък с авангарда на Наполеон, се възлагат особено големи надежди. Очакването в цяла Европа за успех на Мак се дължи не само на доброто състояние на дивизиите му, но и на мнението, че французите няма да дислоцират незабавно целия си Булонския лагер или няма да успеят да го направят достатъчно бързо.

## Кампанията
Улмската кампания продължава близо месец, през който френската армия на Наполеон Бонапарт нанася удар след удар на обърканите австрийци. Кулминацията ѝ е на 20 октомври със загубата на цяла австрийска армия.

### Австрийската подготовка
Генерал Мак счита, че сигурността на Австрия се основава на блокирането на дефилетата в планинския район на Шварцвалд в южната част на Германия, където се състоят много от битките през френските Революционни войни. Мак вярва, че няма да има военни действия в централната част на Германия и решава да направи град Улм център на своята защитна стратегия, която има за цел да задържи френските войски, до пристигането на руските войски на Кутузов, което ще увеличи шансовете срещу Наполеон. Улм е защитен от силно укрепените възвишения Михелсберг, което оставя на Мак впечатлението, че градът е пратически непревземаем с атака отвън.
Съдбоносно обаче се оказва решението на Придворния съвет да направи Северна Италия главния театър за действия на Хабсбургите. Ерцхерцог Карл е назначен начело на 95 000 души, със заповеди да пресече река Адидже, имайки за първоначални цели Мантуа, Пескиера и Милано. Австрийците базират в Улм 72 000-на армия, номинално ръководена от ерцхерцог Фердинанд, но истинският командир е Мак. Австрийската стратегия се основава на това, че 23 000 души, под командването на ерцхерцог Йохан, ще подсигурят Тирол и обезпечат връзката между армиите на брат му Карл и братовчед му Фердинанд. Австрийците също така изпращат отделни корпуси да взаимодействат с шведите в Шведска Померания и британците в Неапол, с цел да объркат французите и да отклонят част от ресурсите им.

### Френската подготовка
И в двети си кампании дотогава – през 1796 и 1800 г., Бонапарт използва Дунавския театър като център на френските действия, но и в двете Италианския театър играе по-важна роля. Придворният съвет счита, че Наполеон се готви за нов удар в Италия. Бонапарт обаче има други намерения: 210 000 души ще се насочат на изток от лагерите край Булон и ще обкръжат армията на генерал Мак, ако тя продължи движението си към Шварцвалд. Междувременно маршал Йоахим Мюра ще ръководи кавалерийски заслони по протежението на планината, за да измами австрийците, че французите напредват директно по линията запад-изток. Главната атака в Германия ще бъде съпроводена от френски нападения по други военни театри: Масена ще се изправи с 50 000-на армия срещу Карл в Северна Италия, Сен Сир ще се движи към Неапол с 20 000 души, а Брюн ще патрулира край Булон заедно с 30 000 души, срещу възможно английско нападение.
Мюра и Бертран провеждат разузнаване в района между Тирол и Майн, докато Савари, ръководител на планирането, съставя детайлни пътни проучвания на районите между Рейн и Дунав. Лявото крило на Великата армия ще се придвижва от Хановер и Утрехт в настъпление към Вюртемберг, дясното крило и центърът, формирани от войските по брега на Ламанша, ще се концентрират по протежението на Среден Рейн около градове като Манхайм и Страсбург. Докато Мюра извършва демонстрации през Шварцвалд, други френски сили ще нахлуят в Централна Германия и ще завият на югоизток, за да правземат Аугсбург – ход, който се очаква да изолира Мак и да прекъсне австрийските линии за комуникация.

### Френското настъпление
На 22 септември Мак взима решението да удържа линията на река Илер край Улм. На 26 септември Наполеон е в Страсбург и незабавно започва прехвърлянето на войските през Рейн. През последните три дни на септември, французите предприемат бързи маршове, които би трябвало да ги поставят в австрийския тил. Мак вярва, че французите няма да навлязат на пруска територия, но когато разбира, че I корпус на Бернадот е преминал през пруския град Ансбах, взима съдбоносното решение да остане и да защитава Улм, вместо да се оттегли на юг, което би му дало възможност да спаси по-голямата част от войските си. Наполеон разполага с малко точна информация за действията и маневрите на Мак, той знае, че корпусът на Кайнмайер е изпратен в Инголщат, източно от френските позиции, но неговите агенти доста преувеличават размера му. На 5 октомври Наполеон заповядва на Ней да се присъедини към Лан, Султ и Мюра, за концентриране и пресичане на Дунав при Донаувьорт. Френското обкръжение обаче не се оказва достатъчно дълбоко за да предотврати бягството на Кайнмайер – френските корпуси не пристигат на мястото по едно и също време, а се оказват разгърнати на голямо разстояние по линията запад-изток. Ранното пристигане на Султ и Даву при Донаувьорт подтиква Кайнмайер да вземе предохранителни мерки и да изведе корпуса си. Постепенно Наполеон става по-уверен, че австрийските войски са струпани в Улм и заповядва на големи части от армията си да се концентрират край Донаувьорт. На 6 октомври три френски пехотни и кавалерийски корпуса напредват към града, за да отрежат пътя за бягство на Мак.
Осъзнавайки опасността на позицията си, Мак решава да предприеме офанзивни действия. На 8 октомври той заповядва на армията си да се концентрира край Гюнцбург, с надеждата да удари линиите за комуникация на Наполеон. Мак инструктира Кайнмайер да изтегли французите още на изток, към Мюнхен и Аугсбург. Наполеон не е обмислял сериозно възможността, че Мак може да пресече Дунав и да се отдалечи от централната си база, но осъзнава, че овладяването на мостовете при Гюнцбург би дало голямо стратегическо предимство. За изпълнение на тази задача, Наполеон изпраща корпуса на Ней към Гюнцбург, в пълно неведение, че по-голямата част от австрийската армия напредва в същата посока. На 8 октомври е и първата голяма битка на кампанията – тази при Вертинген, в която армията на Ауфенбург се среща с войските на Лан и Мюра.

### Битката при Вертинген
Основна статия: Битка при Вертинген
По не напълно изяснени причини, на 7 октомври Мак нарежда на Ауфенбург да придвижи своята дивизия от 5000 пехота и 400 кавалерия от Гюнцбург към Вертинген, като подготовка за извеждането на австрийската армия от Улм. Несигурен как да постъпи и без надежда за подкрепления, Ауфенбург се оказва в опасна позиция. Първите пристигнали френски части са кавалерийските дивизии на Мюра – 1-ви драгунски полк на Клайн, 3-ти драгунски полк на Бомон и кирасирите на Нансути. Те започват да атакуват австрийските позиции и скоро са подкрепени от гренадирите на Удино, който възнамерява да обходи австрийците от север и запад. Ауфенбург прави опит за отстъпление на югозапад, но не е достатъчно бърз и австрийците губят почти цялата дивизия, като пленените са между 1000 и 2000. Битката при Вертинген се оказва лесна победа за французите.
Боевете край Вертинген убеждават Мак да остане на левия бряг на Дунав, вместо да се изтегли директно на изток на десния бряг. Това би наложило австрийската армия да прекоси реката при Гюнцбург. На 8 октомври Ней действа според заповедите на Бертие, които предполагат директна атака на Улм на следващия ден. Ней изпраща 3-та дивизия на Мале да превземе мостовете на Дунав при Гюнцбург. Колона от тази дивизия се сблъсква с тиролски егери, като пленява 200 от тях, в т.ч. командира им генерал д'Аспре и две оръдия. Австрийците забелязват това развитие на ситуацията и подкрепят позициите си в Гюнцбург с 3 пехотни батальона и 20 оръдия. Дивизията на Мале извършва няколко героични атаки срещу австрийските позиции, но не постига успех. Мак изпраща Гюлай със седем пехотни батальона и четиринадесет кавалерийски ескадрона да възстановят разрушените мостове, но те са атакувани и пометени от пристигналия със закъснение френски 59-и пехотен полк. Последва ожесточен бой и французите най-накрая успяват да прехвърлят части на десния бряг на Дунав.
Докато битката при Гюнцбург все още продължава, Ней изпраща 2-ра дивизия на генерал Лоазон да превземе слабо охраняваните от австрийците мостове при Елхинген. Загубил по-голямата част от мостовете над Дунав, Мак изтегля армията си обратно в Улм. Към 10 октомври, корпусът на Ней вече е постигнал значителен напредък. Дивизията на Мале е преминала на десния бряг, тази на Лоазон държи Елхинген, а дивизията на Дюпон напредва към Улм.

### Хаслах-Юнгинген и Елхинген
Основни статии: Битка при Хаслах-Юнгинген и Битка при Елхинген
Деморализираната австрийска армия пристига в Улм в ранните часове на 10 октомври. Мак обмисля ходовете си за действие и австрийската армия остава бездейна в Улм до 11 октомври. Същевременно Наполеон действа по погрешни предположения: той смята, че австрийците се придвижват на юг или югозапад и Улм е слабо охраняван. Ней усеща тази заблуда и пише до Бертие, че в действителност Улм е по-силно защитаван, отколкото първоначално са смятали французите. По това време, руската заплаха на изток започва така силно да обсебва Наполеон, че на Мюра е поверено командването на дясното крило на армията, включващо корпусите на Ней и Лан. Френската армия е разделена на два огромни пръстена: хората на Ней, Мюра и Лан на запад задържат армията на Мак, а тези на Султ, Даву, Бернадот и Мармон на изток са натоварени със задачата да пазят срещу възможни руски или австрийски атаки. На 11 октомври Ней възобновява натиска си към Улм; 2-ра и 3-та дивизии трябва да напреднат към града по десния бряг на Дунав, докато тази на Дюпон, подкрепена от една драгунска дивизия, да се насочи директно към Улм и овладее целия град. Заповедите са неизпълними, тъй като Ней все още не знае, че цялата австрийска армия е разквартирувана в Улм.
32-ри пехотен полк от дивизията на Дюпон се движи от Хаслах към Улм и се натъква на четири австрийски полка в Боефинген. Полкът провежда няколко свирепи атаки, но австрийците се държат здраво и успяват да отблъснат всяка от тях. Те струпват в битката още кавалерийски и пехотни полкове към Улм-Юнгинген, надявайки се да нанесат силен удар на корпуса на Ней, като обкръжат силите на Дюпон. Той усеща какво става и изпреварва австрийците с изненадваща атака на Юнгинген, при която пленява най-малко 1000 войника. Възобновените австрийски атаки отблъскват французите обратно към Хаслах, който французите успяват да задържат. В края на краищата Дюпон е принуден да се оттегли към Албек, където се присъединява към армията на д'Ийер. Последиците от битката при Хаслах-Юнгинген върху плановете на Наполеон не са съвсем ясни, но вероятно императорът най-после е установил, че основната част на австрийската армия е концентрирана в Улм. Според историка Евгений Тарле, Мак все още е имал възможност да избяга, но е подведен от агентите на Наполеон, начело с Шулмайстер, които са го уверили, че трябва да държи крепостта, тъй като в Париж е избухнало въстание против Наполеон. След изразеното съмнение от страна на Мак, агентите изпращат поръчка до френския лагер, където походната печатница издава специален фалшив брой на парижки вестник с известие за революция.
Съобразно с това, френският император изпраща корпусите на Султ и Мармон към Илер, което означава, че сега има един кавалерийски и четири пехотни корпуса, с които да удари Мак. Даву, Бернадот и баварците все още пазят района около Мюнхен. Наполеон не възнамерява да води битки през реките и нарежда на маршалите си да превземат важните мостове около Улм. Също така започва прехвърляне на силите си северно от Улм, тъй като очаква битка по-скоро в този регион, а не обкръжаване на самия град. Тези дислокации и действия ще доведат до битката при Елхинген на 14-и, между австрийците и напредващите към Албек сили на Ней.
По това време на кампанията австрийският команден състав е в пълен хаос. Фердинанд започва открито да се противопоставя на стила на командване и решенията на Мак, обвинявайки го, че прекарва времето си в писане на противоречиви заповеди, които оставят австрийската армия да марширува напред-назад. На 13 октомври Мак изпраща две колони извън Улм в подготовка за пробив на север: едната, командвана от генерал Райш, се насочва към Елхинген за да подсигури мостовете там, а другата, командвана от Вернек, напредва на север с по-голямата част от тежката артилерия. Ней изпраща бързо корпуса си напред, за да възобнови контакта с Дюпон. Ней повежда войниците си на юг от Елхинген, на десния бряг на Дунав, и започва атаката. Полето край реката е отчасти залесена залята с вода равнина, постепенно изкачваща се към намиращия се на хълм Елхинген, от който има обширна гледка. Французите прочистват австрийските предни постове и един полк смело атакува и овладява абатството на най-високата точка на хълма с байонетна атака. Австрийската кавалерия също е разбита, а пехотата на Райш побягва. Ней получава титлата „херцог на Елхинген“ в чест на впечатляващата си победа.

### Битката при Улм
Основна статия: Битка при Улм
Други събития се провеждат на 14-и. Силите на Мюра се съединяват с тези на Дюпон в Албек, точно навреме за да отблъснат австрийска атака, начело с Вернек. Заедно Мюра и Дюпон разбиват австрийците на север, в посока Хайденхайм. През нощта на 14-и два френски корпуса са разположени близо до австрийските лагери в Михелсберг, точно до Улм. Мак се озовава в опасна ситуация: няма надежда да избяга по северния бряг, Мармон и императорската гвардия са надвиснали над покрайнините на града на юг от реката, а Султ се придвижва от Меминген, за да предотврати бягство на австрийците на юг към Тирол. Проблемите в австрийското командване продължават, когато Фердинанд отхвърля възраженията на Мак и заповядва евакуация на цялата кавалерия от Улм, всичко 6000 души. Преследването на Мюра е толкова ефективно, че само 11 ескадрона се присъединяват към Вернек в Хайденхайм. Атаките над Вернек продължават и на 19 октомври той е принуден да се предаде, заедно с 8000 души в Трохтелфингтен. Мюра пленява също така целия австрийски полеви парк от 500 превозни средства, след което връхлита Нойщат и пленява 12 000 австрийци.
Събитията при Улм достигат кулминацията си. На 15 октомври, войниците на Ней успешно атакуват лагерите край Михелсберг и на 16 октомври французите започват да обстрелват самия Улм. Австрийският дух е на ниско ниво, а Мак започва да осъзнава, че няма надежда за спасение. На 17 октомври емисарят на Наполеон, Филип Сегюр, подписва споразумение с Мак, според което австрийците се съгласяват да се предадат на 25 октомври, ако не получат помощ дотогава. Последователно обаче, Мак научава за капитулациите при Хайденхайм и Нересхайм и се съгласява да се предаде пет дни преди уречената дата, на 20 октомври. 10 000 войници от австрийския гарнизон успяват да избягат, но по-голямата част от австрийската армия излиза от града на 21-ви и предава оръжията си без инциденти, докато Великата армия е разположена в обширен полукръг, наблюдавайки капитулацията. По-късно Бонапарт освобождава Мак, а предалата се армия е изпратена във Франция да се труди.

## Последици
Докато австрийците се предават при Улм, англичаните разбиват обединената френско-испанска флота в битката при Трафалгар. Тази решаваща британска победа слага край на френската морска заплаха и осигурява морското превъзходство на Великобритания до Първата световна война. Въпреки този неуспех, Улмската кампания е впечатляваща победа и представлява елиминирането на цяла австрийска армия на много малка цена за французите. Осмият бюлетин на Великата армия описва мащабите на достижението:
| „ | Тридесет хиляди души, от тях 2000 кавалеристи, заедно с 60 оръдия и 40 знамена паднаха в ръцете на победителите... От началото на войната общият брой на взетите пленници възлиза на 60 000, пленените знамена на 80, без да се брои артилерията или обоза... Никога победите не са били толкова пълни и с толкова малки загуби. | “ |

Пристигането на маршал Ожеро от Брест, заедно с новосформирания VII корпус носи други добри новини, когато побеждава дивизията на Франьо Йелачич при Дорнбирн, Форарлберг. Руснаците отстъпват на североизток след капитулацията на Мак и Виена е превзета на 12 ноември. Съюзниците са разбити напълно в битката при Аустерлиц през декември и само няколко седмици по-късно Австрия излиза от Третата коалиция. Френската победа подчертава ефективността на „обходния маньовър“ (на френски: la manoeuvre sur les arrières) – тип стратегически обхват, използван за първи път от Наполеон по време на Италианската кампания през 1796 г. Маневрата изисква приковаващи сили, които да заемат широк фронт пред противника, докато други части се разположат на определени места във вражеския фланг или тил. Докато врагът е увлечен все повече в схватки с приковаващите сили, нападащите във фланг войски могат да атакуват критични места и да осигурят победата. В Улмската кампания кавалерията на Мюра служи като приковаващи сили, които подлъгват австрийците, че основната атака ще дойде от Шварцвалд. Докато Мюра приспива вниманието на австрийците по отношение на Улм, основните френски сили преминават през Централна Германия и разделят армията на Мак от другите военни театри.

### Значение
Улмската кампания се приема за един от най-добрите примери за стратегически обход в историята. Историците обикновено анализират кампанията на широкомащабно стратегическо ниво, което не включва тактическите сблъсъци, макар че те са многобройни и важни. Смята се, че решителната победа при Улм се дължи и на дългото обучение и подготовка, които Великата армия получава в лагерите край Булон. Френските части носят малко провизии, навлизат на вражеска територия по време на прибирането на селскостопанската реколта и се придвижват много по-бързо, отколкото австрийците очакват. За бързината на придвижването може да се съди и по думите на Буриен: „Императорът бе напуснал Париж на 24 септември, а военните действия започнаха на 2 октомври, на 6 и 7 французите бяха преминали Дунав и разбили неприятелската армия.“ За по-малко от три седмици огромната за това време френска армия се прехвърля от Ламанш до Дунав. Корпусите се придвижват по различни предварително планирани маршрути, изхранват се от територията, през която преминават, не задръстват пътищата и в необходимия момент се концентрират около Улм. Сред оценките си за военното изкуство, Наполеон дефинира този похват, като майсторството „армията да живее разделена и да се бие заедно“.
Кампанията подчертава предимствата на системата на армейските корпуси. Корпусът става основната стратегическа единица в големите войни през XIX и XX век. Обикновено корпусът се състои от три пехотни дивизии, бригада от лека кавалерия за тактическо разузнаване и резерв от артилерийски батареи, в допълнение към дивизионните. Разширеният състав на корпусите им позволява да се сражават без подкрепа за дълги периоди от време, както прави Ней, а тяхната устойчивост им позволява да се разпръсват и да се изхранват чрез реквизиране на ресурси от местното население. Французите се нуждаят от около 1/8 от транспорта, използван от тогавашните армии, което им позволява невиждани дотогава мобилност и гъвкавост. Нахлуванията в Южна Германия на Марлбъро или Моро покриват тесен фронт, но Великата армия навлиза през 1805 г. на фронт, широк 160 km, което е напълно неочаквано за австрийците и ги кара да подценят сериозността на ситуацията.